# Graziano Boscacci
Graziano Boscacci (Albosaggia, 15 novembre 1969) è uno scialpinista italiano.

## Biografia
Nato in Valtellina, è cresciuto sportivamente nella Polisportiva Albosaggia. È stato un atleta della nazionale italiana di sci alpinismo.
È stato campione mondiale a Serre Chevalier 2002 nella gara a squadre.
Anche suo figlio Michele Boscacci è uno scialpinista di caratura internazionale.

## Palmarès
- Mondiali

Serre Chevalier 2002: oro a squadre;
Val d'Aran 2004: argento nella staffetta;
- Europei

Andorra 2005: argento a squadre;